# Szüts Etele
Szüts Etele (Pécs, 1987. december 12. –) magyar mérnök, könyvtár- és információtudományi szakember, kutató. 2014 és 2022 között különböző pozíciókban vett részt a Magyar Nemzeti Digitális Archívummal kapcsolatos digitális könyvtári feladatokban. 2022-től az Országos Széchényi Könyvtár Könyvtári Intézetének az igazgatója.

## Életútja

### Tanulmányai
Középiskolai tanulmányait a pécsi Széchenyi István Gimnáziumban végezte matematika és informatika orientáción 2002 és 2006 között. 2012-ben a Pécsi Tudományegyetem Pollack Mihály Műszaki és Informatikai Karán mérnök informatikus alapszakos diplomát szerzett rendszermérnök specializáción, majd 2015-ben az egyetem Felnőttképzési és Emberi Erőforrás Fejlesztési Karán mesterszakos diplomát szerzett informatikus könyvtáros szakon, szaktudományi (kutatásfejlesztési) információmenedzser szakirányon.
2025-ben doktori (PhD) fokozatot szerzett az Eötvös Loránd Tudományegyetem, Bölcsészettudományi Kar Könyvtártudomány Doktori Programján. Kutatási témája a kulturális örökségünk digitalizálásának problémái, kritikai elemzése, mellékhatásainak kutatása.

### Szakmai pályafutása
Még egyetemi évei alatt, 2011 márciusában az újonnan átadott Dél-dunántúli Regionális Könyvtár és Tudásközpontban található Csorba Győző Könyvtár Helyismereti Osztályán lesz informatikus, később könyvtáros. Fő feladata volt a fotó- és képeslaptár, különböző Baranya megyei időszaki kiadványok, valamint az országos és helyi rádiók és televíziók pécsi és baranyai vonatkozású műsorainak digitalizálása, adatbázisba rendezése. Részt vett a könyvtár 2011 tavaszától induló Baranyai DigiTár elnevezésű, nagyszabású, új adatbázisának a megtervezésében és elindulásában. A fejlesztés alapvető célkitűzése az volt, hogy a Baranya megyében létező és a későbbiekben keletkező szellemi értékek a könyvtár honlapján keresztül mindenki számára hozzáférhetőek legyenek.
2014 júniusától adatbázis-kontrollerként dolgozott a fővárosi székhelyű Magyar Nemzeti Digitális Archívum és Filmintézet (MaNDA) Kutatási és Fejlesztési Főosztályán (2015. szeptember 9-től Digitális Gyűjtemények Főosztálya). Kezdetben az Országos Kulturális Digitalizációs Közfoglalkoztatási Programokban résztvevő partnerintézmények által közreadott adatbázistételek javítása, és a MaNDA nemzeti aggregátori szerepköréből adódóan – az Európai Unió elektronikus könyvtára – az Europeana felé történő adatszolgáltatás volt a fő feladata.
2016 márciusától a MaNDA Digitális Gyűjtemények Főosztálya vezetésével, a MaNDA DB aggregációs adatbázissal kapcsolatos adatszolgáltatási, metaadat-javítási, feltöltési feladatok koordinációjával lett megbízva. Ebben az évben az Emberi Erőforrások Minisztériuma meghívottjaként részt vett a Digitális Nemzet Fejlesztési Program 1486/2015. (VII. 21.) Korm. határozat Közgyűjteményi Digitalizálási Stratégia tanács ülésein, a keletkezett dokumentumot véleményezte.
2016 januárjában a kulturális igazgatás bejelentette a MaNDA megszűnését, feladatai szétosztását. Az átszervezés után – 2017 januárjától – a digitális archívumi részleg és a Filmintézet külön folytatta addigi szakmai tevékenységeit. Az átszervezés után hivatalos jogutódként a Forum Hungaricum Nonprofit Kft. működik közre a kulturális javak digitalizálásában, illetve a MaNDA közfoglalkoztatói státuszához kapcsolódó valamennyi jogát és kötelezettségét – beleértve a közfoglalkoztatási jogviszonyokból eredő jogokat és kötelezettségeket is – a Forum Hungaricum vette át. Az átszervezésben szervesen részt vett, 2022 október végéig a Forum Hungaricum Digitálisarchívum-fejlesztési Osztályát vezette.
2022 novemberétől az Országos Széchényi Könyvtár keretében működő Könyvtári Intézet igazgatója. Vezetése alatt Háromká néven, e-magazin formában újraindította a népszerű Könyv, Könyvtár, Könyvtáros című könyvtárszakmai folyóiratot, és jelenleg ő a lap szerkesztőbizottságának az elnöke. Koordinálta a Budapesti Műszaki és Gazdaságtudományi Egyetem Országos Műszaki Információs Központjával és Könyvtárával közös alapítású és kiadású Közép-európai Könyvtár- és Információtudományi Szemle (Central European Library and Information Science Review, CELISR) című új szakfolyóirat létrehozását, tagja a lap tanácsadó testületének. Könyvtárosok dolgozószobája néven könyvtárszakmai kerekasztalbeszélgetés-sorozatot indított a Könyvtártudományi Szakkönyvtárban.

## Főbb tanulmányai
2023
- SZÜTS Etele: Az Európai Bizottság 2011/711/EU ajánlásának értékelése. In. Kiszl Péter – Németh Katalin (szerk.): Valóságos könyvtár – könyvtári valóság : Könyvtár- és információtudományi tanulmányok 2022. Budapest, ELTE Könyvtár- és Információtudományi Intézet, 2023. 339–354. p.
- SZÜTS Etele – HEGEDŰS Henriett: 10 éves a Magyar Nemzeti Digitális Archívum. = Tudományos és Műszaki Tájékoztatás, 70. évf. 2. sz. 2023. 147–163. p.

2021
- KISZL Péter – SZÜTS Etele: Cirkuszművészeti központok tartalomszolgáltatási modelljei – a COVID-19 idején. = Tudományos és Műszaki Tájékoztatás, 68. évf. 6. sz. 2021. 374–282. p.
- SZÜTS Etele: IFLA útmutató: Ritka könyv- és kéziratgyűjtemények digitalizálásának megtervezése. = Tudományos és Műszaki Tájékoztatás, 68. évf. 5. sz. 2021. 287–294. p.
- SZÜTS Etele: Magyarország és a Holland Királyság digitalizálási stratégiájának összehasonlítása. In. Kiszl Péter – Boda Gáborné Köntös Nelli (szerk.): Valóságos könyvtár – könyvtári valóság : Könyvtár- és információtudományi tanulmányok 2020. Budapest 2021. 381–391. p.

2020
- SZÜTS Etele: Baranya megye egyes helytörténeti érdekességei a Magyar Nemzeti Digitális Archívumban. In: Erdős Zoltán – Kindl Melinda – Fekete Sándor – Szabados Csaba (szerk.): Látószögek és diagnózisok : Közös dolgaink 2019-2020. Pécs, 2020. 87–98. p.
- SZÜTS Etele – HEGEDŰS Henriett – KONDÁKOR Ferenc: @Kultúrkincs. = Könyv, Könyvtár, Könyvtáros, 29. évf. 4. sz. 2020. 3–11. p.

2019
- SZÜTS Etele: Aggregátorok akkreditációja az Europeana szolgáltatáshoz. = Tudományos és Műszaki Tájékoztatás, 66. évf. 5. sz. 2019. 287–292. p.

2018
- SZÜTS Etele: Kulturális örökségünk digitalizálásának problémái. = Könyvtári Figyelő, 65. évf. 3. sz. 2019. 383–394. p.
- SZÜTS Etele: Kistelegdi Gyűjtemény – Magángyűjteményből közkincs. = Tudományos és Műszaki Tájékoztatás, 64. évf. 7–8. sz. 2017. 372–388. p.

2016
- VASS Johanna – SZÜTS Etele: Közgyűjtemények együttműködése a MaNDA országos digitalizálási projektjeiben 2013–2016. = Tudományos és Műszaki Tájékoztatás, 63. évf. 12. sz. 2016. 478–493. p.

## Díjai, elismerései
A Forum Hungaricum Europeanával kapcsolatos aggregációs kötelezettségvállalásának írásos bemutatásával 2018-ban elnyerte ’Az év fiatal könyvtárosa’ című szakmai elismerést.

## Interjúk
- 2018	Az év fiatal könyvtárosa 2018. Interjú Szüts Etelével. = Könyv, Könyvtár, Könyvtáros, 27. évf. 7. sz. 2018. 20–22. p.
- 2017	MR1-Kossuth Rádió, Belépő – Kulturális Magazin. Felelős szerkesztő: Bicsák Eszter, 2017. június 5.
- 2013	Interjú a “Kárpát-medencei fiatal magyar könyvtárosok együttműködése” című ösztöndíjprogram résztvevőivel. = Könyv, Könyvtár, Könyvtáros, 22. évf. 12. sz. 2013. 9–23. p.

## Tagságai
- 2024– Central European Library and Information Science Review (CELISR) Szerkesztőbizottság
- 2024–	Neumann János Számítógép-tudományi Társaság
- 2023–	Expert Group on the common European Data Space for Cultural Heritage (CEDCHE)[1]
- 2023– Háromká Szerkesztőbizottság (elnök)
- 2023–	Országos Könyvtári Szabványosítási Bizottság (OKSZB)
- 2017–	Európai Koordinációs Tárcaközi Bizottság, 30. (kultúra) szakértői csoport
- 2017–	Európai Koordinációs Tárcaközi Bizottság, 29. (audiovizuális politika) szakértői csoport
- 2017–	Közgyűjteményi Digitalizálási Kollégium szakértői csoport
- 2017–	A Magyar Könyvtárosok Egyesülete Helyismereti Könyvtárosok Szervezete (2023-tól vezetőségi tag)
- 2016–	Europeana Network Association Members[2]
- 2013–2016	Közgyűjteményi és Közművelődési Dolgozók Szakszervezete